# Aerochaco
Aero Chaco era una línea aérea argentina, con base en la ciudad de Resistencia, Provincia del Chaco. Fue fundada por el Gobierno de la Provincia del Chaco en los años 1960 y operó durante dos décadas con marcado éxito. En los años 1980 una mala administración provocó el declive y venta a la aerolínea privada ALFA, la cual finalmente cerró la empresa en 1990. Se intentó su reactivación en 1992, pero la iniciativa no prosperó. En 2008 el gobierno provincial volvió a poner operativa la línea aérea, delegando en la firma privada Macair Jet su operación, la cual cesó en mayo de 2013.

## Historia

### Comienzos
Fue creada en los años 1960 durante el gobierno de Anselmo Zoilo Duca por el gobierno provincial como una empresa estatal, con el fin de impulsar las comunicaciones entre Chaco y las demás provincias en la región norte de la Argentina. Operaba con dos aviones Fairchild Hiller 227B, con capacidad para 40 pasajeros, con los que unía Resistencia con las ciudades de Ceres, Salta, San Miguel de Tucumán, Córdoba, Mendoza, Tartagal, Formosa, Corrientes, Posadas, Puerto Iguazú y San Salvador de Jujuy. Llegó a ser, en sus mejores años, la más importante aerolínea de Argentina con base fuera de Buenos Aires. Su lema era Alas para la Cuenca del Plata.
Fue privatizada a fines de los años ’80, cambiando su nombre a ALFA (Aerolínea Federal Argentina), que muy poco tiempo después, desapareció. Los aviones fueron desguazados en Buenos Aires, probablemente en Morón.[cita requerida]

### Refundación
En 2008 el gobernador del Chaco Jorge Capitanich anunció la creación de un fideicomiso para poner operativa una nueva versión de Aerochaco. La empresa privada Macair Jet, propiedad del Grupo Socma se haría cargo de la operación. El 5 de noviembre de 2008 se llevaron a cabo dos vuelos inaugurales: uno partió desde el Aeroparque Jorge Newbery y otro desde el aeropuerto de Presidencia Roque Sáenz Peña con destino a Resistencia. El segundo contaba con la presencia del gobernador Capitanich a bordo.

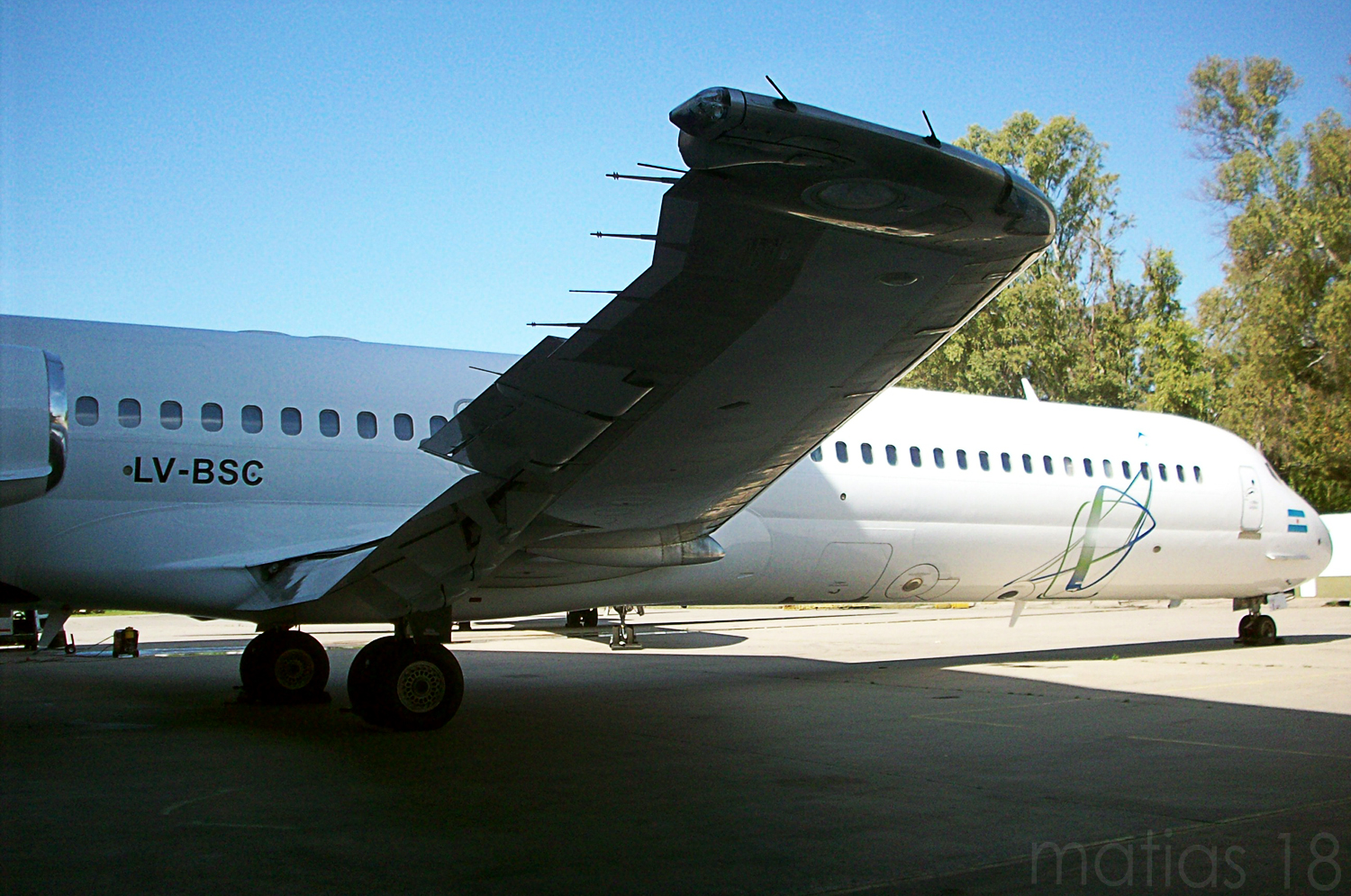
McDonnell Douglas MD-87 matrícula LV-BSC de Aerochaco, preparánsose para su primer Vuelo.

Por su parte, el primer vuelo comercial se llevó a cabo el 8 de diciembre de 2008 con un vuelo que partió a las 9:40 de Buenos Aires y llegó a Resistencia poco después de las 11:00, con 66 pasajeros a bordo.
Desde julio del 2009 hasta 2013 Aerochaco fue el patrocinador y transportador oficial del equipo de básquet del Club Atlético Boca Juniors. Para celebrar esto la aerolínea agregó en el esquema de sus aviones el escudo del club xeneize y un título que dice Línea Aérea Oficial de Boca Juniors.
En marzo de 2010 Aerochaco firma un acuerdo de cooperación y comercialización conjunta con el grupo Aerolíneas Argentinas/Austral Líneas Aéreas para la ruta a la capital argentina, por ende en abril de 2010 Aerochaco abandona dicha ruta, para ser operada exclusivamente por Aerolíneas Argentinas y deja de utilizar las dos aeronaves MD-87 en rutas regulares, que eran los más grandes de su flota. En el mismo se anunció nuevas rutas.
El 15 de junio de 2010 Aerochaco inauguró su nueva ruta directa desde Resistencia a la ciudad santafesina de Rosario. El mismo vuelo una vez que llega a Rosario tiene continuación hacia Buenos Aires.
El 9 de noviembre de 2010 añadió la Resistencia - Córdoba - La Rioja y el 5 de diciembre de 2010 se agregó Córdoba - San Juan - Córdoba, ruta que no se hacía hace 9 año desde Córdoba. El 26 de mayo de 2011 añadió el vuelo Córdoba - Santiago del Estero, que aumentó el interés por volar a Santiago del Estero.
El 27 de septiembre de 2011 añadió el vuelo Buenos Aires - Villa Maria, que festejó el 144.º aniversario de la ciudad cordobesa con el primer vuelo comercial de Aerochaco y la inauguración del Aeropuerto Regional presidente "Néstor Kirchner". En noviembre de 2011 la compañía dejó de volar a Santiago del Estero y San Juan.
En 2012, se mantienen las rutas Resistencia - Córdoba, Aeroparque - Villa María y Aeroparque - Sunchales, aunque en realidad los vuelos ya operaban con aeronaves que solo lucían el nombre de Macair Jet. Tras la estatización del grupo Aerolíneas Argentinas, la operación de Aerochaco perdió apoyo del gobierno nacional, por lo que paulatinamente la compañía fue reduciendo sus servicios, hasta cancelarlos de manera definitiva en mayo de 2013. Ese mes la aerolínea suspende definitivamente sus vuelos Resistencia - Córdoba, cerrándose de esa manera el acuerdo entre el gobierno del Chaco y Macair Jet, y marcando el fin de esta etapa de Aerochaco.

## Logos
El logo antiguo de la primera Aerochaco era el rostro de un indio toba, de perfil mirando hacia la derecha, enmarcado en un arco tenso con su flecha.
El logo de la nueva Aerochaco es una estrella formada por unas líneas curvas, sus vértices coinciden con los destinos a los que llega la aerolínea que une el Mercosur. En la misma, predominan los colores azul y verde en distintos tonos y degradé. Un pequeño avión azul sale dejando una de estas líneas azules por la parte superior de la estrella.

## Destinos
| Ciudad                                                    | Código de Aeropuerto | Código de Aeropuerto | Nombre del aeropuerto                                 | Notas                |
| Ciudad                                                    | IATA                 | ICAO                 | Nombre del aeropuerto                                 | Notas                |
| --------------------------------------------------------- | -------------------- | -------------------- | ----------------------------------------------------- | -------------------- |
| Argentina                                                 |                      |                      |                                                       |                      |
| Desde Resistencia Aeropuerto Internacional de Resistencia |                      |                      |                                                       |                      |
| Córdoba                                                   | COR                  | SACO                 | Aeropuerto Internacional Ingeniero Ambrosio Taravella | (3 vuelos semanales) |

| Ciudad                                                              | Código de Aeropuerto | Código de Aeropuerto | Nombre del Aeropuerto                          | Notas                |
| Ciudad                                                              | IATA                 | ICAO                 | Nombre del Aeropuerto                          | Notas                |
| ------------------------------------------------------------------- | -------------------- | -------------------- | ---------------------------------------------- | -------------------- |
| Argentina                                                           |                      |                      |                                                |                      |
| Desde Córdoba Aeropuerto Internacional Ingeniero Ambrosio Taravella |                      |                      |                                                |                      |
| Resistencia                                                         | RES                  | SARE                 | Aeropuerto Internacional de Resistencia        | (3 vuelos Semanales) |
| Villa Maria                                                         | VMA                  | ??                   | Aeropuerto Regional Presidente Néstor Kirchner | (1 vuelo semanal)    |

| Ciudad                                      | Código de Aeropuerto | Código de Aeropuerto | Nombre del aeropuerto                          | Notas                |
| Ciudad                                      | IATA                 | ICAO                 | Nombre del aeropuerto                          | Notas                |
| ------------------------------------------- | -------------------- | -------------------- | ---------------------------------------------- | -------------------- |
| Argentina                                   |                      |                      |                                                |                      |
| Desde Buenos Aires Aeroparque Jorge Newbery |                      |                      |                                                |                      |
| Sunchales                                   | SCA                  | ??                   | Aeropuerto de Sunchales                        | (2 vuelos semanales) |
| Villa Maria                                 | VMA                  | ??                   | Aeropuerto Regional Presidente Néstor Kirchner | (2 vuelos semanales) |

### Chárters

#### América del Sur
Argentina
- Bariloche, Argentina / Aeropuerto Internacional Teniente Luis Candelaria (en invierno)
- Ciudad de Mendoza / Aeropuerto Internacional Gobernador Francisco Gabrielli (en invierno)

 Brasil
- Florianopolis / Aeropuerto Internacional Hercilio Luz (en verano)
- Porto Alegre / Aeropuerto Internacional Salgado Filho (todo el año)

## Flota
Los aviones de Macair Jet que operan para Aerochaco son los siguientes (a 1 de diciembre de 2010):
- Los LV-ZOW, LV-ZPW son operados por Macair Jet, No tienen los colores de Aerochaco

### Antigua flota
- (2) Fairchild Hiller FH-227.En la Vieja Aerochaco
- (1)McDonnell Douglas MD-87.